# Theuville (Eure-et-Loir)
Theuville ist eine französische Gemeinde mit 728 Einwohnern (Stand: 1. Januar 2022) im Département Eure-et-Loir in der Region Centre-Val de Loire. Sie gehört zum Arrondissement Chartres und ist Mitglied im Gemeindeverband Chartres Métropole. Die Bewohner werden Theuvillois und Theuvilloises genannt.
Theuville entstand als namensgleiche Commune nouvelle mit Wirkung vom 1. Januar 2016 durch die Zusammenlegung der bisherigen Gemeinden Theuville und Pézy, denen in der neuen Gemeinde den Status einer Commune déléguée nicht zuerkannt wurde. Der Verwaltungssitz befindet sich im Ort Theuville.

## Gemeindegliederung
| Ortsteil                      | ehemaliger INSEE-Code | Fläche (km²) | Höhenlage (m) |     | Dichte (Einw. je km²) |
| ----------------------------- | --------------------- | ------------ | ------------- | --- | --------------------- |
| Pézy                          | 28297                 | 06,19        | 153–166       | 244 | 39,4                  |
| Theuville (Verwaltungssitz)00 | 28383                 | 23,67        | 141–166       | 437 | 18,5                  |

## Lage
Theuville liegt rund 15 Kilometer südöstlich von Chartres in der Landschaft Beauce. Nachbargemeinden sind: Prunay-le-Gillon im Nordosten, Allonnes im Osten, Beauvilliers im Südosten, Les Villages Vovéens im Süden und Südwesten, Boncé und Dammarie im Westen sowie Berchères-les-Pierres im Nordwesten.

## Bevölkerungsentwicklung
| Pézy                      | 166 | 133 | 129 | 105 | 181 | 187 | 240 | 250 | 249 | 244 |
| Theuville                 | 398 | 384 | 321 | 368 | 403 | 421 | 402 | 415 | 422 | 437 |
| Theuville                 | 564 | 517 | 450 | 473 | 584 | 608 | 642 | 665 | 671 | 681 |
| Quelle: Cassini und INSEE |     |     |     |     |     |     |     |     |     |     |

Die (Gesamt-)Einwohnerzahlen der Gemeinde Theuville wurden durch Addition der bis Ende 2015 selbständigen Gemeinden ermittelt.